# 松村慶子
松村 慶子（まつむら けいこ、1931年10月3日 - ）、通称おけいさんは、日本で2番目の女性レコードディレクター。

## 概要
ポリドール時代に「コーヒールンバ（西田佐知子)」、「ヴァケーション（青山ミチ）」「何もいわないで（園まり）」の大ヒット曲をプロデュースし、菅原洋一、佐川満男を売り出し、中村泰士、なかにし礼を見出す。
小澤淳とJ&Kを立ち上げ後に寺本幸司が加わる。J&Kで小室哲哉を見出しTM NETWORKをデビューさせる。
夫はザ・タイガースをプロデュースしたポリドールの音楽ディレクター松村憲男。松村憲男はむつひろしのペンネームでグッド・ナイト・ベイビー（ザ・キング・トーンズ）、昭和枯れすゝき（さくらと一郎）、どしゃぶりの雨の中で（和田アキ子）を作曲。現在ライブハウス、ルイードチェーン、新宿Reny,赤坂Reny2などのライブハウス会長。

## 来歴
藤原喜十一の次女として東京都池袋に1931年10月3日に生まれた。
1946年都立第十女学校入学。1949年富士銀行兜町支店勤務。
1951年大学入学資格検定試験合格後女子美術大学入学。1952年女子美術大学の寮に入る。母親が経営していた東長崎の旅館、朝霧の米軍駐屯地近くのバーを手伝う。　女子美術大学時代に東映の大泉撮影所の美術の助手をする。
1956年女子美術大学卒業後女性バンドを率いる「ケイコ企画室」を作る。1958年「ケイコ企画室」閉鎖。
1960年10月ポリドールのレコード・ディレクターになる。日本で2番目の女性ディレクター。
1961年5月、高城丈二で「北上河原の初恋」をプロデュースし発売。同じ曲の和田弘とマヒナスターズの「北上夜曲」に先行発売であった。「北上夜曲」は大ヒット曲になり「北上河原の初恋」もスマッシュヒットした。
1961年9月、西田佐知子で「スクスク」「コーヒールンバ」プロデュースし発売。1962年11月、青山ミチで「ヴァケーション」プロデュースし発売。1964年10月、園まりで「何もいわないで」プロデュースし発売。爆発的なヒットを記録した。
1965年5月26日松村憲男と結婚。
1965年7月、青山ミチで「涙の太陽」プロデュースし発売。1965年11月、菅原洋一で「知りたくないの」「恋心」プロデュースし発売。作詞家なかにし礼発掘。1966年1月、園まりで「逢いたくて逢いたくて」プロデュースし発売。ポリドールのレコードセールス記録。1966年8月、園まりで「夢は夜ひらく」プロデュースし発売。ポリドールのレコードセールス記録。中村泰士見出す。加藤登紀子プロデュース
1967年、芸映の鈴木力と寺本幸司に誘われマイナーレーベルのレコード会社、アビオンにたった一人の音楽ディレクターとして浅川マキを伴い入社。アビオンにて浅川マキに帆歩健太作詞、小林亜星作曲「東京挽歌」と浅川マキ作詞作曲「アーメン次郎」プロデュース。冠二郎、大原麗子「ピーコック・ベイビー」プロデュース。
1967年アビオン退社。
1967年11月松村慶子・小澤惇の二人で音楽出版ジュンアンドケイ（J&K）を設立後に寺本幸司を&として誘う。

### 『J&K』の会社の業績
1968年、ロス・インディオスロス「コモエスタ赤坂」。菅原洋一「知りたくないの」。
ザ・キング・トーンズ「グットナイトベイビー」は夫の松沼憲男が作曲し、その曲の著作権をジュンアンドケイに預けた。130万枚のヒット。佐川満男で作詞作曲中村泰士「今は幸せかい」リリース。
1969年、浅川マキで作詞・作曲：浅川マキ「夜が明けたら」、作詞：寺山修司・作曲：山本幸三郎「かもめ」リリース。
1970年、浅川マキ初LP「浅川マキの世界」をリリース。ベトナム戦争や国内学生運動など混沌とした時代、若者達の間ではカリスマ的存在となり日本に於ける。アンダーグラウンドを主体とした音楽活動の第一人者である。菅原洋一「今日でお別れ」をリリースし、レコード大賞を受賞。
1971年、小椋佳「少しは私に愛を下さい」を手がけ大ヒット。1972年、りりィ「たまねぎ」でLPデビュー（寺本幸司プロデュース）。
桑名正博率いるロックバンド・ファニー・カンパニーがデビュー。 “西のファニカン・東のキャロル”と湧き上がったロックバンドブームの主役に駆け上がった。ライブハウス　「新宿ルイード」を設立。
1973年、リリィ、ファニー・カンパニーを引き連れ寺本幸司ジュンアンドケイを母体として独立（モス・ファミリー）。麻丘めぐみ「わたしの彼は左きき」　リリース。
1974年、ダ・カーポ「結婚するって本当ですか」リリース。
1975年、フォーク・ポップス・ロックと若者の音楽志向が多様化していき「ニューミュージック」という新たなジャンルが誕生していった。伊東ゆかり「わたし女ですもの」。りりィ「私は泣いています」（モス・ファミリー）。
1976年、森田童子「ぼくたちの失敗」。しばたはつみ「マイ・ラグジュアリー・ナイト」リリース年、制作。
1978年、東京の人口がドーナツ化現象を起こしはじめ、TVでは新しいアーティスト発掘番組が人気を博していた。J&K「八王子音楽祭」開催。
1979年、桑名正博「セクシャルバイオレットNo.1」をリリース。130万枚のセールスを記録（モス・ファミリー）SPEED年、WAY「ジャスト・ラブ・ストーリー」リリース。
1980年、港区麻布十番にレコーディング・スタジオ「JAK」を設立。
1981年、泰葉　「フライディチャイナタウン」リリース。
1982年、欧陽菲菲「LOVE年、IS OVER」リリース。
1983年、1980年代初頭に巻き起こったテクノ／ニュー・ウェイヴという新たな音楽ジャンルを日本で確立した。「YMO」がムーブメントの中心にいた頃、インストではなく、切れのいい歌を入れたユニット　「TM NETWORK」が結成され、翌、1984年「金曜日のライオン」でデビュー。
1984年、芦屋雁之助「娘よ」リリース。
1987年、ザ・コレクターズ　アルバム「僕はコレクター」でデビュー。　
1988年、ライブハウス「原宿ルイード」を設立。後に1992年accessがデビューライブを行った場所でもある。

## 参考
1. ↑  “【特集】終わらぬ挑戦 「今、86歳。まだまだやり続けるワ（笑）」...”.   facebook (2017年11月16日). 2024年12月14日閲覧。
2. ↑  https://m.facebook.com/kiramekiplus/posts/1385420358247475/
3. ↑  “音楽出版ジュンアンドケイ / 年表”. 音楽出版ジュンアンドケイ. 2024年12月14日閲覧。